# Unai Emery
Pour les articles homonymes, voir Emery.
Unai Emery Etxegoien, né le 3 novembre 1971 à Fontarrabie (Espagne), est un footballeur espagnol, reconverti entraîneur.
Durant sa carrière de joueur, il occupe le poste de milieu de terrain et joue principalement en deuxième division espagnole dans les années 1990. Il décide ensuite d'entamer une carrière d'entraîneur. Il entraîne alors en majorité des clubs de Liga, comme Valence CF ou le Séville FC. Avec ce dernier, il remporte consécutivement trois Ligue Europa en 2014, 2015 et 2016, ce qui permet au club andalou d'avoir le meilleur palmarès dans cette compétition.
Désigné nouvel entraîneur du Paris Saint-Germain en 2016, Emery ne parvient pas à conserver le titre de champion de France lors de sa première saison, au profit de l'AS Monaco après avoir été sèchement battu par le FC Barcelone en huitième de finale retour de Ligue des Champions, s'inclinant 6 buts à 1 malgré la victoire 4 à 0 au match aller. L'année suivante, malgré le regain de tous les titres nationaux (championnat, coupe de France, coupe de la Ligue, Trophée des Champions), il échoue de nouveau en huitièmes de finale face au Real Madrid, double tenant du titre. Son bilan est jugé globalement négatif, notamment pour ses échecs sur la scène européenne.
Le 23 mai 2018, il signe avec le club d'Arsenal succédant à Arsène Wenger, manager des Gunners pendant 22 ans. Il est limogé le 29 novembre 2019, malgré la finale perdue en Ligue Europa.
Il rejoint Villarreal CF le 23 juillet 2020 et remporte la Ligue Europa. dès sa première saison. Après ce nouveau sacre il devient le premier entraîneur à remporter 4 fois la Ligue Europa.

## Biographie

### Carrière de joueur
Né à Fontarrabie au Pays basque  en 1971, Unai est issu d'une famille de footballeurs : son grand-père Antonio Emery (en) était le gardien du Real Unión de Irún dans les années 1920 et 1930, vainqueur de la Coupe d'Espagne de football à deux reprises, ses grands oncles Francisco Emery Arocena et Román Emery Arocena ont joué à la même époque également à  Irún, son père Juan Emery (en) était lui aussi gardien professionnel ayant joué notamment pour le Deportivo de La Corogne ou encore le Recreativo de Huelva, un de ses oncles Román Emery joua au CD Logroñés et au Real Unión de Irún.
Doté d'un certain potentiel avec un bon pied gauche et une vision de jeu, il entreprend une formation de milieu de terrain gauche dans le club espagnol de la Real Sociedad mais n'est jamais retenu en équipe première à cause d'une blessure et une concurrence trop grande. Il décide alors à vingt-quatre ans de se tourner vers la deuxième division espagnole, après seulement cinq apparitions avec son club formateur. En Segunda Division, il joue un total de 215 matchs, avec les clubs du CD Toledo entre 1996 et 2000, puis du Racing de Ferrol, et du CD Leganés entre 2000 et 2003.
Il met un terme à sa carrière de joueur en 2004, à 34 ans, avec le Lorca Deportiva CF, en troisième division.

### Carrière d'entraîneur

#### Débuts au Lorca et à Almería (2004-2008)
Après une blessure très sérieuse au genou au cours de la saison 2004-2005, il est nommé entraîneur du club de Lorca Deportiva CF en janvier 2004 par son président qui lui fixe comme objectif de se maintenir en Segunda Division B alors que le club coule au classement. Six mois après sa nomination, il est promu en seconde division espagnole pour la première fois dans l'histoire du club après une victoire en play-offs contre le club d'Alicante à Irun, terre de son enfance,.
Durant sa deuxième saison au Lorca Deportiva CF en Liga Adelante, il termine cinquième du championnat avec un total de 69 points, à seulement cinq unités de la promotion en première division. Le club est cependant relégué la saison suivante, après le départ d'Emery.
En 2006, il devient l'entraîneur du UD Almería, toujours en seconde division. Comme avec son club précédent, il est promu, mais cette fois-ci, dans l'élite espagnole en Liga en 2007 après une première saison brillante où il termine deuxième du championnat avec 80 points et la meilleure attaque. En première division durant la saison 2007-2008, il permet au club andalou de se maintenir dans l'élite avec une huitième place inespérée.

#### Promotion au Valencia CF (2008-2012)

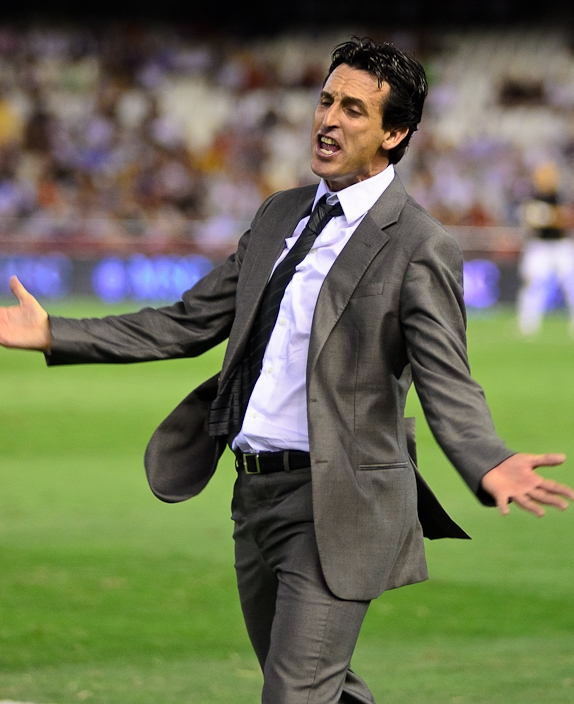
Unai Emery, en poste au Valencia CF en 2011.

Après ses deux saisons avec l'UD Almería, il est promu entraîneur du club de Valence CF en 2008, succédant à Ronald Koeman. Avec Emery, le club valencien espère trouver la stabilité.
Durant sa première saison aux commandes du club, il termine sixième du championnat avec à la clef une qualification en Ligue Europa, malgré les problèmes financiers de la formation valencienne. Parallèlement pour sa première campagne européenne, il mène son équipe jusqu'en seizième de finale de la Coupe UEFA, en perdant dans les prolongations contre le Dynamo Kiev. En Copa del Rey, il est cependant éliminé en quarts de finale par le Séville FC.
La saison suivante est beaucoup plus prometteuse pour Emery puisque Valence termine à la troisième place de la Liga, ce qui permet au club de retrouver le haut niveau européen avec la Ligue des champions de l'UEFA après deux ans d'absence. Durant cette saison, il emmène son équipe en quarts de finale en Ligue Europa, contre le futur vainqueur, l'Atletico Madrid. Il prolonge d'un an son contrat avec Valence en mai 2010.
Durant la saison 2010-2011, il termine encore une fois à la troisième place du championnat espagnol, malgré les départs importants de David Silva et David Villa. Il gagne son premier match en Ligue des champions (4-0) contre le club turc Bursaspor en septembre 2010 et sera éliminé quelques mois plus tard en huitièmes de finale contre les Allemands de Schalke 04.
Sa quatrième saison en 2011-2012 voit Emery terminer pour la troisième fois consécutive à la dernière place du podium du championnat, le club trouvant enfin sa stabilité en continuant de se qualifier en Ligue des champions de l'UEFA. Cependant, dans cette compétition, il est éliminé en phase de groupes mais parvient, en étant reversé en Ligue Europa à mener son club en demi-finale, battu encore une fois par le futur vainqueur l'Atletico Madrid. Il quitte Valence à l'issue de cette saison en juin 2012.

#### Exil raté au Spartak Moscou (2012)
Le 13 mai 2012, le président du Spartak Moscou Leonid Fedun annonce qu'Emery devient l'entraîneur de l'équipe première pour les deux prochaines saisons. Il est cependant limogé en novembre de la même année après une série de mauvais résultats, et notamment un derby perdu (1-5) contre le Dynamo Moscou.

#### Retour en Espagne à Séville (2013-2016)

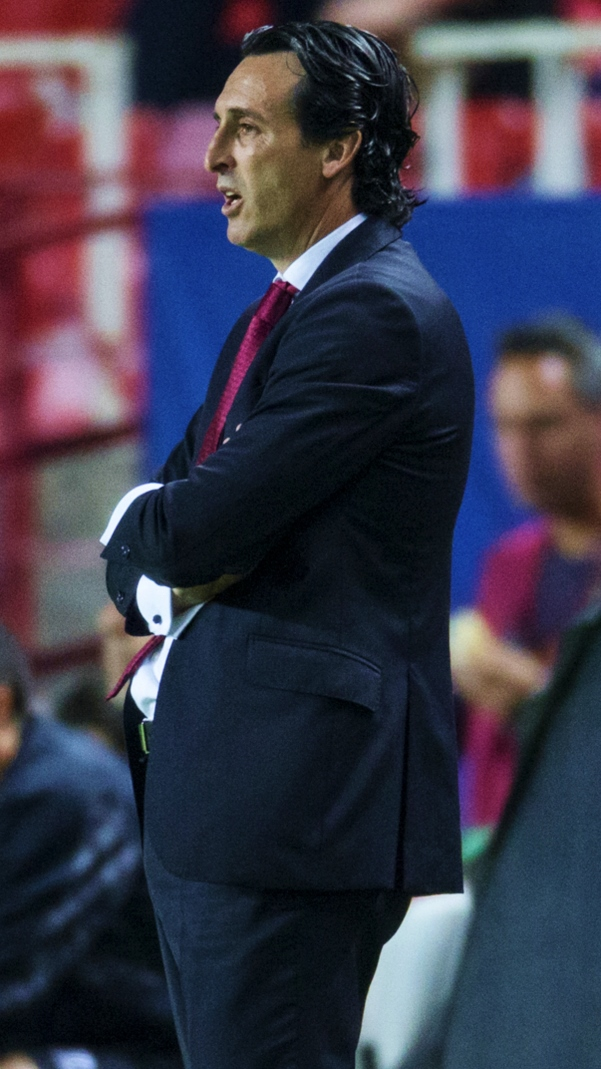
Unai Emery dirigeant un match de Ligue Europa avec Séville.

Emery fait son retour en Espagne au Séville FC en janvier 2013, succédant à Míchel limogé après une ultime défaite face à Valence (0-2) et une douzième place. Il termine sa demi-saison à une modeste neuvième place en Liga qui lui permet cependant d'obtenir un billet pour la Ligue Europa, profitant des exclusions européennes de Malaga CF et du Rayo Vallecano.
Au cours de la saison 2013-2014, Emery associé à son directeur sportif Monchi entame un recrutement prometteur avec les achats de Kevin Gameiro en provenance du PSG ainsi que Carlos Bacca. Ce projet est mis en place pour répondre aux ventes de cadres vers l'Angleterre tels que Jesús Navas et Alvaro Negredo. Malgré un début de saison mitigé, il termine à la cinquième place du championnat et quatrième attaque derrière le trio FC Barcelone, Real Madrid et Atletico Madrid. Il remporte également sa première Ligue Europa, battant le Benfica Lisbonne en finale aux tirs au but et après avoir éliminé des favoris pour le titre comme son ancien club de Valence et le FC Porto.
Durant sa deuxième saison pleine au club en 2014-2015, il stabilise Séville dans le haut niveau espagnol en terminant une nouvelle fois à la cinquième place. Il dispute la Supercoupe de l'UEFA en août qu'il perd (0-2) contre le Real Madrid, tenant du titre de la Ligue des champions. Il remporte en fin de saison sa deuxième Ligue Europa consécutive contre le Dnipro Dnipropetrovsk, confirmant alors ses bonnes performances sur le plan européen.
Fort de sa victoire en Ligue Europa, Emery et le club andalou sont qualifiés en Ligue des champions de l'UEFA. Tombant dans le « groupe de la mort » composé de la Juventus FC, de Manchester City et du Borussia Mönchengladbach, il n'arrive pas à passer cette phase mais est reversé en Ligue Europa, compétition « fétiche » de l'entraîneur espagnol. Il réalise un record historique en empochant pour la troisième fois consécutive cette compétition en battant le Liverpool FC (1-3), pourtant favori. Du côté du championnat, il redescend à la septième place notamment à cause d'une fin de saison ponctuée de 7 défaites en 9 matchs. Cette déception en Espagne est corrigée par une finale en Copa del Rey contre le FC Barcelone, la formation d'Emery étant battue de justesse en prolongations.
Le 12 juin 2016, le Séville FC annonce dans un communiqué la rupture du contrat d'Unai Emery.

#### Entraîneur du Paris Saint-Germain (2016-2018)

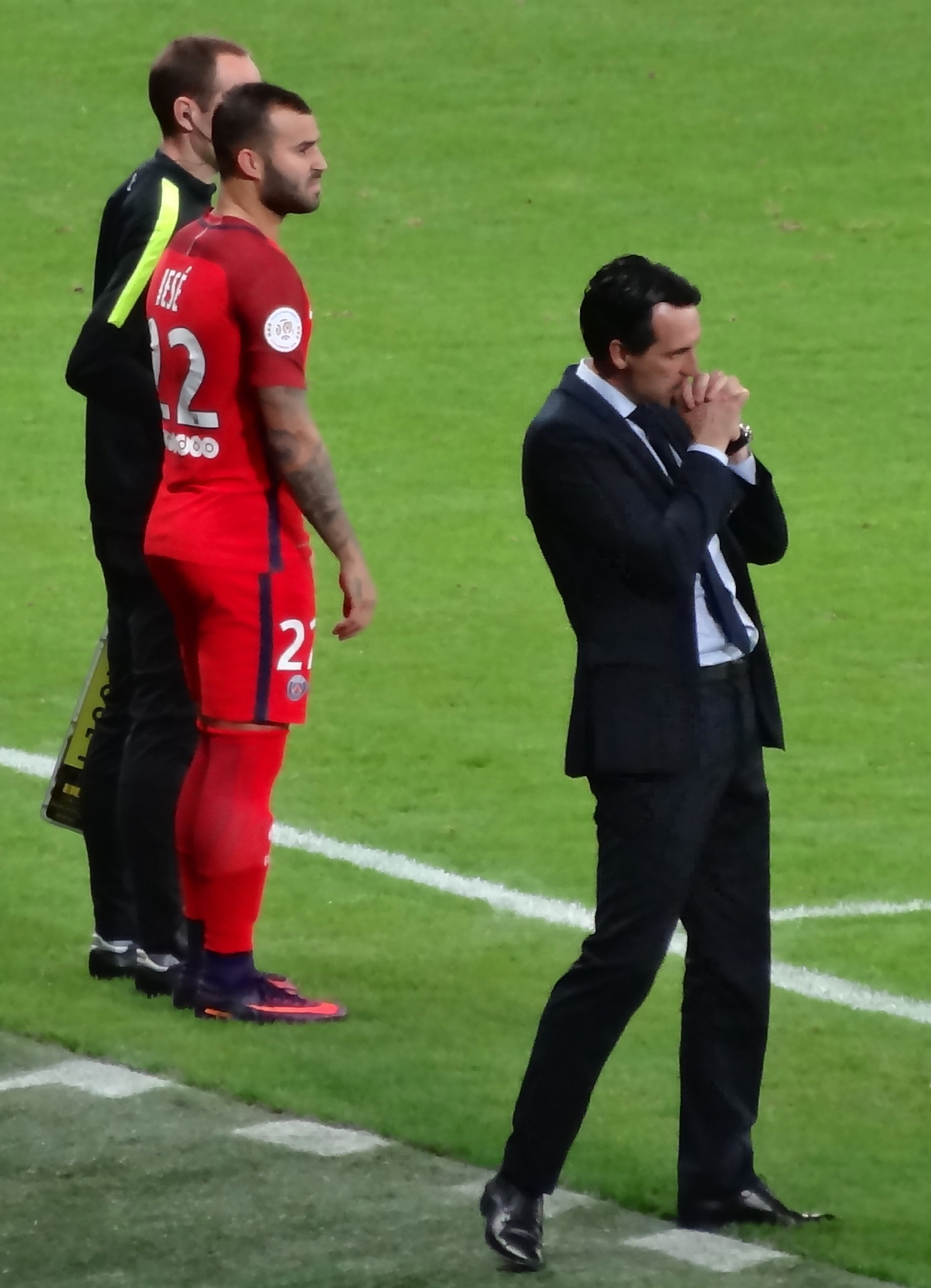
Emery arrive à Paris avec Jesé.

Le 28 juin 2016, Unai Emery succède à Laurent Blanc comme entraîneur de l'équipe parisienne en signant un contrat de trois ans, dont une en option. Dès lors, il participe au recrutement d'Hatem Ben Arfa, Grzegorz Krychowiak (son ancien joueur à Séville), Thomas Meunier ainsi que le madrilène Jesé Rodriguez. L'intersaison est également marqué par le départ de Zlatan Ibrahimović, meilleur buteur du club, parti libre à Manchester United. Une décision que regrettera plus tard Unai Emery,.
Le 6 août 2016, il remporte le Trophée des Champions contre l'Olympique Lyonnais (4-1) pour son premier match officiel en tant qu'entraîneur du PSG. Le jeu rapide, vertical et l'apport offensif des latéraux ainsi que le pressing permanent sur le porteur du ballon sont salués par les observateurs. Après un début de saison difficile, marqué par une défaite à Monaco (3-1), le PSG d'Unai Emery remporte une large victoire sur la pelouse de Caen lors de la 5e journée de championnat (6-0), marqué par un quadruplé d'Edinson Cavani. Mais la semaine suivante est ponctuée par une deuxième défaite face à Toulouse (2-0).
Arrivé avec un nouveau projet de jeu, Emery doit s’adapter aux caractéristiques de son équipe : il renonce au système en 4-2-3-1 prévu au départ pour Javier Pastore et le jeu de transition souhaité et revient à un 4-3-3 mieux adapté au jeu de possession du PSG et notamment celui de son milieu Thiago Motta. Tranchant avec son prédécesseur, Emery met en effet un terme aux statuts dont bénéficiaient certains joueurs la saison précédente, écarte Hatem Ben Arfa de l'équipe première à plusieurs reprises et met en concurrence ses deux gardiens de but Kevin Trapp et Alphonse Areola.
Les six premiers mois d'Unai Emery au PSG sont critiqués, l'équipe ne terminant que troisième du classement à mi-saison avec quatre défaites au compteur en championnat et une deuxième place de son groupe en Ligue des champions derrière Arsenal. Après la trêve hivernale, l'équipe semble aller mieux. Après s'être imposé en demi-finale de la Coupe de la Ligue contre Bordeaux (1-4), le PSG réalise un exploit en battant le FC Barcelone 4-0 en Ligue des Champions au Parc des Princes (match aller des huitièmes de finale). Cette performance est qualifiée de « match référence » de l'ère Emery par la presse, l'entraîneur parisien qualifiant lui-même cette rencontre comme « illustrant le mieux la mentalité et le jeu [qu'il] voulait pour Paris ».
Cependant, ce succès est balayé lors du match retour au Camp Nou par une lourde défaite (6-1) qualifiée de remontada, qui élimine le Paris Saint-Germain de la Ligue des champions. Une première historique après une avance de quatre buts à l'aller dans la compétition. La fébrilité d'Emery sur le banc alors que le score n'était que de 3-1 à quelques minutes de la fin, est pointée du doigt par les observateurs lui attribuant une grande partie de cette humiliation,. Plus tard, l'Espagnol déclarera que ce sont les « décisions d'arbitrage » qui ont conduit à l'élimination du PSG.
Après le traumatisme barcelonais, le PSG remporte un mois plus tard sa septième Coupe de la ligue face à Monaco (4-1) dans un match où il fait parler sa puissance offensive. Malgré de très bons résultats sur l'année 2017, le PSG perd le titre de champion de France au profit de l'AS Monaco, après une défaite à Nice (3-1), brisant sa série de quatre titres consécutifs. Emery remporte malgré tout la finale de la Coupe de France contre Angers (1-0) au terme de sa première saison.
À l'été 2017, le PSG réalise un mercato XXL avec l'arrivée de Mbappé et surtout Neymar en provenance du Barça, donnant beaucoup d'ambition aux parisiens pour la saison 2017-18. Grâce à son trio d'attaque Mbappé, Cavani et Neymar (surnommé la « MCN »), le jeu d'Emery gagne en vitesse et permet au PSG de survoler le championnat. Les joueurs de la capitale réalisent de grosses performances face au Bayern Munich (3-0) en Ligue des Champions (ils finissent en tête du groupe avec un record de buts à la clé) ou lors d'un match nul arraché contre Marseille (2-2). En huitième de finale aller contre le Real Madrid, le PSG domine mais s'incline finalement (3-1). Lors de ce match, Unaï Emery décide de laisser sur le banc son capitaine Thiago Silva, provoquant une scission entre les deux hommes. Quelques semaines plus tard, la préparation du match retour est perturbée par la blessure de Neymar, star du dispositif de l'entraîneur espagnol, dont les Parisiens ne se relèveront pas, éliminés par les futurs vainqueurs de la compétition.
Le parcours en coupe d'Europe terminé, le crédit d'Unaï Emery est mis à mal chez les supporteurs et ses dirigeants. Avant de quitter le club, le Basque remporte tout de même deux derniers trophées, la Coupe de la Ligue et la Coupe de France, réalisant un nouveau quadruplé pour Paris. Le 27 avril 2018, il annonce son départ du PSG, avant d'être sacré le mois suivant meilleur entraîneur du Championnat de France de la saison 2017-2018.
Son bilan parisien est contrasté. S'il a permis au club de garnir son palmarès national (sept trophées), Unai Emery n'aura jamais dépassé les huitièmes de finale en Ligue des Champions, objectif majeur du PSG, subissant notamment la «remontada» face au Barça. En outre, les observateurs ont également relevé sa difficulté à imposer son système tactique, gérer les égos des stars et à communiquer en français face aux médias. Interrogé sur son aventure parisienne dans une interview à France Football, Emery défendra son bilan et avouera qu'il aurait pu toutefois « convaincre encore plus certains joueurs de la direction qu'il souhaitait prendre »,.

#### Premier club anglais avec Arsenal FC (2018-2019)
Le 23 mai 2018, Arsenal FC officialise la signature de l'entraîneur espagnol où il succède à Arsène Wenger. Tout en se reposant sur l'ossature de l'effectif mené par Wenger, Emery mise sur de jeunes talents tels que Lucas Torreira et Matteo Guendouzi pour lancer le nouveau cycle du club.
Pour sa première saison sur le banc d'Arsenal, Unai Emery parvient à emmener l'équipe en finale de la Ligue Europa après avoir éliminé le BATE Borisov, Rennes, Naples et Valence. Arsenal perd néanmoins la finale face au voisin Chelsea le 29 mai 2019 à Bakou (Azerbaïdjan) sur le score de 4-1. Arsenal n'avait plus connu de finale de coupe d'Europe depuis la finale de Ligue des champions perdue face au FC Barcelone le 17 mai 2006 au Stade de France (Saint-Denis).
Néanmoins, l'équipe ne termine que 5e du championnat d'Angleterre 2018-2019 à 1 point de Tottenham et échoue pour la deuxième année consécutive à se qualifier pour la Ligue des champions. Malgré un bon total de 70 points, Arsenal paie une série de défaites contre Everton, Wolverhampton et Crystal Palace en fin de saison qui lui coûte la qualification.
Le 29 novembre 2019, le lendemain d'une défaite à domicile face à l'Eintracht Francfort (1-2) en Ligue Europa, Arsenal FC annonce son départ du club,.

#### Nouvelle victoire en Ligue Europa avec le Villarreal CF (2020-2022)
Le 23 juillet 2020, il signe avec Villarreal CF.
Le 7 mai 2021, il qualifie le club en finale de la Ligue Europa en éliminant son ancien club, Arsenal FC, avec lequel il était déjà parvenu en finale en 2019. Il s'agit de la première finale de coupe d'Europe de l'histoire de Villarreal CF. Sur le plan personnel, Unai Emery, devenu un spécialiste de la compétition, dispute sa cinquième finale de Ligue Europa avec Villarreal, le 26 mai 2021. Villarreal remporte la finale après une incroyable séance de tirs au but, le gardien du club espagnol Rulli arrêtant le 11e tir de David de Gea. Emery remporte ainsi sa quatrième Ligue Europa. Lors de la saison suivante, il mène son club jusqu'en demi finale de Ligue des champions (défaite face à Liverpool), après avoir éliminé le Bayern Munich au tour précédent.

#### Aston Villa (depuis 2022)
Alors qu'il est sous contrat jusqu'en juin 2023 avec Villarreal, il quitte « unilatéralement » le club espagnol en octobre 2022, pour rejoindre le club anglais d'Aston Villa où il succède à Steven Gerrard, limogé. Le coût de la clause libératoire est estimé à 6 millions d'euros, son salaire avoisinant les 7 millions d'euros par saison.
A la fin de la saison 2022-2023, le bilan s'avère très bon. Malgré une élimination humiliante contre Stevenage (D4, défaite 1-2 à Villa Park) en FA Cup, le club passe de la 14e à la 7e, c'est-à-dire, qualifié en Ligue Europa Conference. Cette équipe semble alors prometteuse, avec notamment des joueurs en forme comme Martinez, Mings, Douglas Luiz ou Ollie Watkins. Lors de sa deuxième saison au club, grâce notamment au renfort de Youri Tielemans, transfuge de Leicester City, il réussit l’exploit d’accrocher la quatrième place synonyme de qualification directe pour la Ligue des Champions, une première pour le club depuis 1982.

## Style de jeu
Unai Emery est adepte du dispositif tactique 4-2-3-1. Il explique dans le journal espagnol El Mundo vouloir mettre en place un gros pressing, un duo de récupérateurs solides et harceleurs, mais aussi un grand équilibre lorsqu'il est à la tête d'une équipe. Son style de jeu est également caractérisé par un jeu vertical intense, une récupération agressive et des contre-attaques meurtrières grâce à des latéraux techniques et rapides. Ce faisant, il est souvent comparé à son compatriote Rafael Benítez car, sur le plan tactique, il table sur l’adaptabilité en maximisant le potentiel de ses joueurs. Il met également en place une forte rotation des joueurs : par exemple, il n'a jamais aligné le même onze deux fois consécutivement à Valence. Il dit être inspiré par Pep Guardiola, Diego Simeone et Marcelo Bielsa.
Comme la plupart de ses pairs à l'ère moderne, l'entraîneur espagnol utilise principalement la vidéo pour préparer ses matchs. Dans une interview à Tuttosport, il explique ainsi : « Mon staff et moi-même étudions les quatre derniers matchs de nos adversaires », précisant qu'il diffuse ses vidéos à son équipe pendant « une heure la veille et vingt minutes le jour du match ». Durant cette même interview, il explique également que « le pressing est un point clé sur lequel (il) insiste beaucoup » et ajoute qu'il veut transmettre « son dynamisme » à son équipe lors des entraînements, estimant que « vous jouez exactement comment vous vous entraînez ».

## Statistiques
Le tableau suivant récapitule les statistiques d'Unai Emery durant sa carrière d'entraîneur en club, au 27 Avril 2025 :
| Saison                | Club                  | Championnat           | Championnat | Championnat | Championnat | Championnat | Coupes nationales | Coupes nationales | Coupes nationales | Coupes nationales | Coupes nationales | Coupes continentales | Coupes continentales | Coupes continentales | Coupes continentales | Coupes continentales | Supercoupes | Supercoupes | Supercoupes | Supercoupes | Supercoupes | Total  | Total | Total | Total | % Victoires |
| Saison                | Club                  | Division              | Matchs      | V           | N           | D           | Type              | Matchs            | V                 | N                 | D                 | Type                 | Matchs               | V                    | N                    | D                    | Type        | Matchs      | V           | N           | D           | Matchs | V     | N     | D     | -           |
| --------------------- | --------------------- | --------------------- | ----------- | ----------- | ----------- | ----------- | ----------------- | ----------------- | ----------------- | ----------------- | ----------------- | -------------------- | -------------------- | -------------------- | -------------------- | -------------------- | ----------- | ----------- | ----------- | ----------- | ----------- | ------ | ----- | ----- | ----- | ----------- |
| 2004-2005             | Lorca Deportiva CF    | D3                    | 21+4        | 12+3        | 4+0         | 5+1         | CE                | 2                 | 0                 | 0                 | 2                 | -                    | -                    | -                    | -                    | -                    | -           | -           | -           | -           | -           | 27     | 15    | 4     | 8     | 55.56%      |
| 2005-2006             | Lorca Deportiva CF    | D2                    | 42          | 19          | 12          | 11          | CE                | 1                 | 0                 | 0                 | 1                 | -                    | -                    | -                    | -                    | -                    | -           | -           | -           | -           | -           | 43     | 19    | 12    | 12    | 44.19%      |
| Total Lorca Deportiva | Total Lorca Deportiva | Total Lorca Deportiva | 67          | 34          | 16          | 17          |                   | 3                 | 0                 | 0                 | 3                 | -                    | -                    | -                    | -                    | -                    | -           | -           | -           | -           | -           | 70     | 34    | 16    | 20    | 48.57%      |
| 2006-2007             | UD Almería            | D2                    | 42          | 24          | 8           | 10          | CE                | 2                 | 1                 | 1                 | 0                 | -                    | -                    | -                    | -                    | -                    | -           | -           | -           | -           | -           | 44     | 25    | 9     | 10    | 56.82%      |
| 2007-2008             | UD Almería            | Liga                  | 38          | 14          | 10          | 14          | CE                | 2                 | 0                 | 1                 | 1                 | -                    | -                    | -                    | -                    | -                    | -           | -           | -           | -           | -           | 40     | 14    | 11    | 15    | 35%         |
| Total UD Almería      | Total UD Almería      | Total UD Almería      | 80          | 38          | 18          | 24          |                   | 4                 | 1                 | 2                 | 1                 | -                    | -                    | -                    | -                    | -                    | -           | -           | -           | -           | -           | 84     | 39    | 20    | 25    | 46.43%      |
| 2008-2009             | Valence CF            | Liga                  | 38          | 18          | 8           | 12          | CE                | 6                 | 4                 | 1                 | 1                 | C3                   | 8                    | 3                    | 5                    | 0                    | SE          | 2           | 1           | 0           | 1           | 54     | 26    | 14    | 14    | 48.15%      |
| 2009-2010             | Valence CF            | Liga                  | 38          | 21          | 8           | 9           | CE                | 4                 | 1                 | 2                 | 1                 | C3                   | 14                   | 6                    | 7                    | 1                    | -           | -           | -           | -           | -           | 56     | 28    | 17    | 11    | 50%         |
| 2010-2011             | Valence CF            | Liga                  | 38          | 21          | 8           | 9           | CE                | 4                 | 2                 | 1                 | 1                 | C1                   | 8                    | 3                    | 3                    | 2                    | -           | -           | -           | -           | -           | 50     | 26    | 12    | 12    | 52%         |
| 2011-2012             | Valence CF            | Liga                  | 38          | 17          | 10          | 11          | CE                | 8                 | 4                 | 2                 | 2                 | C1+C3                | 6+8                  | 2+4                  | 2+1                  | 2+3                  | -           | -           | -           | -           | -           | 60     | 27    | 15    | 18    | 45%         |
| Total Valence CF      | Total Valence CF      | Total Valence CF      | 152         | 77          | 34          | 41          |                   | 22                | 11                | 6                 | 5                 | -                    | 44                   | 18                   | 18                   | 8                    | -           | 2           | 1           | 0           | 1           | 220    | 107   | 58    | 55    | 48.64%      |
| 2012                  | Spartak Moscou        | Premier-Liga          | 17          | 9           | 2           | 6           | CR                | 2                 | 1                 | 1                 | 0                 | C1                   | 7                    | 2                    | 1                    | 4                    | -           | -           | -           | -           | -           | 26     | 12    | 4     | 10    | 46.15%      |
| Total Spartak Moscou  | Total Spartak Moscou  | Total Spartak Moscou  | 17          | 9           | 2           | 6           |                   | 2                 | 1                 | 1                 | 0                 | -                    | 7                    | 2                    | 1                    | 4                    | -           | -           | -           | -           | -           | 26     | 12    | 4     | 10    | 46.15%      |
| 2012-2013             | Séville FC            | Liga                  | 19          | 8           | 4           | 7           | CE                | 4                 | 1                 | 2                 | 1                 | -                    | -                    | -                    | -                    | -                    | -           | -           | -           | -           | -           | 23     | 9     | 6     | 8     | 39.13%      |
| 2013-2014             | Séville FC            | Liga                  | 38          | 18          | 9           | 11          | CE                | 2                 | 1                 | 0                 | 1                 | C3                   | 19                   | 11                   | 5                    | 3                    | -           | -           | -           | -           | -           | 59     | 30    | 14    | 15    | 50.85%      |
| 2014-2015             | Séville FC            | Liga                  | 38          | 23          | 7           | 8           | CE                | 6                 | 5                 | 0                 | 1                 | C3                   | 15                   | 11                   | 3                    | 1                    | SU          | 1           | 0           | 0           | 1           | 60     | 39    | 10    | 11    | 65%         |
| 2015-2016             | Séville FC            | Liga                  | 38          | 14          | 10          | 14          | CE                | 9                 | 7                 | 2                 | 0                 | C1+C3                | 6+9                  | 2+5                  | 0+2                  | 4+2                  | SU          | 1           | 0           | 1           | 0           | 63     | 28    | 15    | 20    | 44%         |
| Total Séville FC      | Total Séville FC      | Total Séville FC      | 133         | 63          | 30          | 40          |                   | 21                | 14                | 4                 | 3                 | -                    | 49                   | 29                   | 10                   | 10                   | -           | 2           | 0           | 1           | 1           | 205    | 106   | 45    | 54    | 51.71%      |
| 2016-2017             | Paris Saint-Germain   | L1                    | 38          | 27          | 6           | 5           | CDF+CDL           | 6+4               | 6+4               | 0                 | 0                 | C1                   | 8                    | 4                    | 3                    | 1                    | TD          | 1           | 1           | 0           | 0           | 57     | 42    | 9     | 6     | 73.68%      |
| 2017-2018             | Paris-Saint-Germain   | L1                    | 38          | 29          | 6           | 3           | CDF+CDL           | 6+4               | 6+4               | 0                 | 0                 | C1                   | 8                    | 5                    | 0                    | 3                    | TD          | 1           | 1           | 0           | 0           | 57     | 45    | 6     | 6     | 78.95%      |
| Total Paris SG        | Total Paris SG        | Total Paris SG        | 76          | 56          | 12          | 8           | -                 | 20                | 20                | 0                 | 0                 | -                    | 16                   | 9                    | 3                    | 4                    | -           | 2           | 2           | 0           | 0           | 114    | 87    | 15    | 12    | 76,32%      |
| 2018-2019             | Arsenal FC            | PL                    | 38          | 21          | 7           | 10          | EFL+ FA           | 3+2               | 2+1               | 0                 | 1+1               | C3                   | 15                   | 11                   | 1                    | 3                    |             |             |             |             |             | 58     | 35    | 8     | 15    | 67,24%      |
| 2019                  | Arsenal FC            | PL                    | 13          | 4           | 6           | 3           | EFL               | 2                 | 1                 | 0                 | 1                 | C3                   | 5                    | 3                    | 1                    | 1                    |             |             |             |             |             | 20     | 8     | 7     | 5     | 57,50%      |
| Total Arsenal FC      | Total Arsenal FC      | Total Arsenal FC      | 51          | 25          | 13          | 13          | -                 | 7                 | 4                 | 0                 | 3                 | -                    | 20                   | 14                   | 2                    | 4                    | -           | 0           | 0           | 0           | 0           | 78     | 43    | 15    | 20    | 62,32%      |
| 2020-2021             | Villarreal CF         | Liga                  | 38          | 15          | 13          | 10          | CE                | 5                 | 4                 | 0                 | 1                 | C3                   | 15                   | 13                   | 2                    | 0                    |             |             |             |             |             | 58     | 33    | 15    | 11    | 68,64%      |
| 2021-2022             | Villarreal CF         | Liga                  | 38          | 16          | 11          | 11          | CE                | 3                 | 2                 | 0                 | 1                 | C1                   | 12                   | 5                    | 3                    | 4                    | SU          | 1           | 0           | 0           | 1           | 53     | 23    | 14    | 17    | 56,60%      |
| 2022                  | Villarreal CF         | Liga                  | 11          | 5           | 3           | 3           |                   |                   |                   |                   |                   | CL                   | 4                    | 4                    | 0                    | 0                    |             |             |             |             |             | 15     | 9     | 3     | 3     | 70,00%      |
| Total Villareal FC    | Total Villareal FC    | Total Villareal FC    | 87          | 36          | 27          | 24          |                   | 8                 | 6                 | 0                 | 2                 |                      | 31                   | 22                   | 5                    | 4                    |             | 1           | 0           | 0           | 1           | 126    | 65    | 32    | 31    | 65,08%      |
| 2022-2023             | Aston Villa FC        | PL                    | 25          | 15          | 4           | 6           | EFL+ FA           | 1+1               | 0                 | 0                 | 2                 |                      |                      |                      |                      |                      |             |             |             |             |             | 27     | 17    | 4     | 8     | 70,37%      |
| 2023-2024             | Aston Villa FC        | PL                    | 38          | 20          | 8           | 10          | EFL+ FA           | 1+3               | 1                 | 1                 | 1+1               | CL                   | 12                   | 6                    | .3                   | 3                    |             |             |             |             |             | 54     | 27    | 12    | 15    | 61,11%      |
| 2024-2025             | Aston Villa FC        | PL                    | 34          | 16          | 9           | 9           | EFL+ FA           | 2+5               | 1+4               | 0                 | 1                 | C1                   | 12                   | 8                    | 1                    | 3                    |             |             |             |             |             | 53     | 29    | 10    | 14    | 64,15%      |
| Total Aston Villa FC  | Total Aston Villa FC  | Total Aston Villa FC  | 97          | 51          | 21          | 25          |                   | 12                | 6                 | 1                 | 5                 |                      | 24                   | 14                   | 4                    | 6                    |             |             |             |             |             | 134    | 73    | 26    | 37    | 65,21%      |
| Total sur la carrière | Total sur la carrière | Total sur la carrière | 727         | 379         | 173         | 198         | -                 | 89                | 59                | 14                | 22                | -                    | 189                  | 105                  | 43                   | 40                   | -           | 7           | 3           | 1           | 3           | 1042   | 554   | 228   | 261   | 56,71%      |

## Palmarès d'entraîneur
| Période                           | Club                | Titres |
| --------------------------------- | ------------------- | --- |
| Janvier 2004 - Juin 2006          | Lorca Deportiva CF  | Aucun titre |
| Juin 2006 - Mai 2008              | UD Almería          | Aucun titre |
| Mai 2008 - Mai 2012               | Valence CF          | 24 août 2008 - Finaliste de la Supercoupe d'Espagne 2008 |
| Mai 2012 - Novembre 2012          | Spartak Moscou      | Aucun titre |
| Janvier 2013 - Juin 2016          | Séville FC          | 14 mai 2014 - Ligue Europa 2014 12 août 2014 - Finaliste de la Supercoupe de l'UEFA 27 mai 2015 - Ligue Europa 2015 11 août 2015 - Finaliste de la Supercoupe de l'UEFA 18 mai 2016 - Ligue Europa 2016 22 mai 2016 - Finaliste de la Coupe d'Espagne                            |
| 28 juin 2016 - 23 mai 2018        | Paris Saint-Germain | 6 août 2016 - Trophée des champions 2016 1er avril 2017 - Coupe de la Ligue 2017 27 mai 2017 - Coupe de France 2017 29 juillet 2017 - Trophée des champions 2017 31 mars 2018 - Coupe de la Ligue 2018 27 avril 2018 - Champion de France 2018 8 mai 2018 - Coupe de France 2018 |
| 23 mai 2018 - 29 novembre 2019    | Arsenal FC          | 29 mai 2019 - Finaliste de la Ligue Europa 2019 |
| 23 juillet 2020 - 24 octobre 2022 | Villarreal CF       | 26 mai 2021 - Ligue Europa 2021 11 août 2021 - Finaliste de la Supercoupe de l'UEFA |
| 24 octobre 2022 - présent         | Aston Villa         | |

## Distinctions personnelles
- Trophée Miguel Muñoz de meilleur entraîneur de Segunda División lors des saisons 2005-06 et 2006-07
- Trophée du meilleur entraîneur de Liga du mois en mars 2014[58] et janvier 2015[59]
- Élu 4e meilleur entraîneur en 2015, puis 5e en 2016 au niveau mondial par l'International Federation of Football History & Statistics.
- Trophée UNFP du meilleur entraineur de Ligue 1 en 2018
- Entraîneur le plus titré de la Ligue Europa, 3 avec Sevilla Fútbol Club en 2014,2015,2016 et une avec Villarreal Club de Fútbol en 2021.